# 矢口水道
矢口水道株式会社（やぐちすいどう）とは東京都荏原郡矢口町（現在の東京都大田区矢口）へ給水していた水道会社である。1937年（昭和12年）3月1日にその事業一式を東京市に譲渡し、解散した。

## 概要
当時の矢口近辺は東京市営水道と玉川水道の給水区域に挟まれており矢口町のみ水道が通っていなかった。矢口町は地下水は豊富であったが水質は良好とはいいがたく、さらに関東大震災後の人口増加や工場の増加によって水質が悪化したため町の有志が中心となり1928年（昭和3年）7月に矢口町水道組合が設立された。
1929年（昭和4年）9月に堀川組が工事を請け負い着工したものの、昭和恐慌の影響もあって組合も施工業者も資金不足に陥り工事は中断、さらに堀川組の経営者も亡くなったことにより工事は休止状態となってしまった。その後、敷設工事が鹿島組へと持ち込まれ工事は完了し、1930年（昭和5年）11月に給水を開始した。しかし工事終了後に国庫補助が受けられないことが判明し、組合の追加出資も見込めないことから工事代金を回収することができず、社内での検討の結果、新会社を設立して水道事業を行うこととなり、1931年（昭和6年）8月10日新会社である矢口水道株式会社が創立された。水源は矢口町古市場曽根分地先（現在の大田区矢口3-33）に、本社は矢口町小林（現在の大田区東矢口3-31）目蒲線の本門寺道駅前に置かれた。
1933年（昭和8年）6月には給水戸数は2000戸を超え、旧矢口町全戸数の半分に達した。1934年（昭和9年）7月には水源地が一か所では賄いきれなくなったため、蒲田区下丸子（現在の大田区下丸子1丁目）に水源井を新設するなど経営は順調となっていた。
1932年（昭和7年）10月に東京市は周辺5郡82町村を合併すると同時に民間会社の経営であった玉川水道、矢口水道、日本水道の3社を除く町営、町村組合経営の水道事業を継続して経営することとなった。民間経営の水道会社は水道料金が市営水道よりも高額であるため給水区域では住民運動がおこり、多量の塩分を含む水を供給する不祥事を起こしたこともあって3社の中で一番給水区域の広かった玉川水道が1935年（昭和10年）3月、最初に買収された。残る2社についても買収協議が進むこととなり、矢口水道は規模が小さく会社側も買収を希望していたため玉川水道と異なり円満に買収協議が進み、1937年（昭和12年）3月に買収され、事業一式を東京市に譲渡し解散した。
東京市への引継ぎ時の給水戸数は3974戸、給水人口は1万8805人であった。
矢口水道の旧本社は継続して東京市の水道課営業所として利用されていた。旧本社は戦災で消失したが、矢口水道の浄水場であった矢口浄水場は1960年（昭和35年）まで、東京都水道局の矢口浄水場として使われていた。